# Tanja Pečar

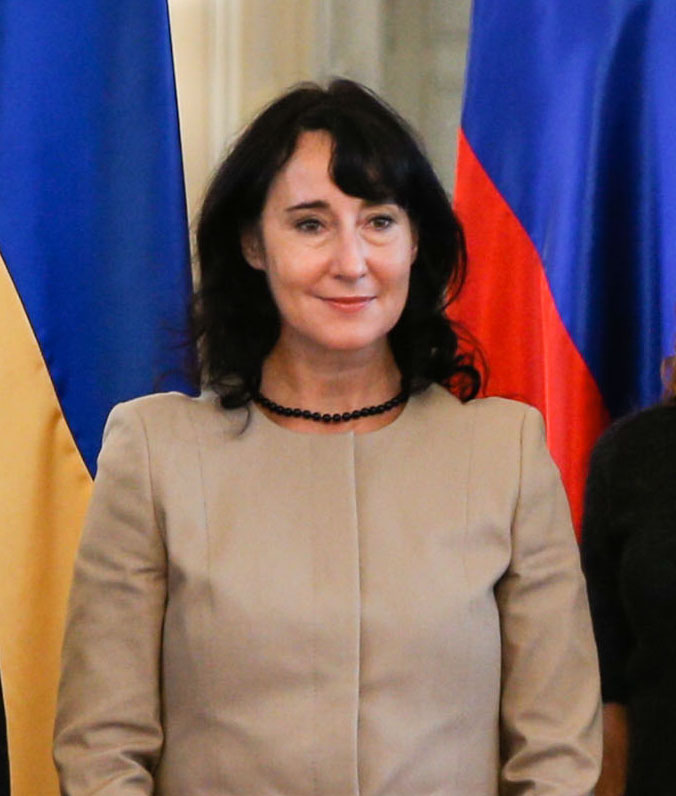
Tanja Pečar (2016)

Tatjana „Tanja“ Pečar (* 1964) ist eine slowenische Rechtsanwältin. Als Lebensgefährtin von Borut Pahor ist sie seit dem 22. Dezember 2012 First Lady Sloweniens.

## Leben und Wirken
Tanja Pečar studierte Rechtswissenschaft an der Juristischen Fakultät der Universität Ljubljana. Das Studium schloss sie 1988 ab. Seit 1991 ist sie als Rechtsanwältin tätig. Sie ist die Lebensgefährtin von Borut Pahor und nicht mit diesem verheiratet. Damit ist die erste First Lady Sloweniens, die nicht die Ehefrau ist. Das Paar hat einen gemeinsamen Sohn namens Luka. Pečar und Pahor leben getrennt.
Pečar wurde am 22. Dezember 2012, als Borut Pahor in sein Amt als Präsident eingeführt wurde, zur First Lady Sloweniens ernannt. Im Januar 2013 kündigte Pečar an, dass sie auf die finanziellen Privilegien der First Lady, einschließlich einer offiziellen monatlichen Zuwendung der Regierung, verzichten werde. Stattdessen werde sie weiterhin aktiv als Rechtsanwältin praktizieren und gleichzeitig als First Lady Sloweniens fungieren.
In einem Interview mit der slowenischen Zeitschrift Obrazi, das am 14. Juli 2016 veröffentlicht wurde, erklärte Pečar, dass sie ihre Karriere als Anwältin von ihren Aufgaben als First Lady getrennt halten wolle: „Ich habe nur eine Karriere als Anwältin. Ich mache alles, was mit Boruts Pflichten zu tun hat, weil es schön ist oder weil es notwendig ist. In der Regel sind die beiden miteinander verbunden. Aber das [das Amt der First Lady] ist nicht mein Beruf“.
Tanja Pečar war während der gesamten frühen politischen Laufbahn Pahors aktiv, wurde aber seit seiner Wahl zum Präsidenten bei offiziellen protokollarischen Anlässen aktiver. Sie nahm an nationalen Feierlichkeiten, Treffen mit Staatsoberhäuptern, Politikern und anderen Würdenträgern teil und war Gastgeberin von Frauenprogrammen im Büro des Präsidenten.